# Claus-Lutz Gaedicke
Claus-Lutz Gaedicke (* 27. Mai 1943 in Borsdorf; † 17. Januar 2012 in Röntgental) war ein deutscher Bildhauer.

## Leben und Werk
Gaedicke erwarb 1961 das Abitur und absolvierte danach den Militärdienst bei der NVA. Von 1963 bis 1967 machte er eine Lehre als Steinmetz und arbeitete an der Dombauhütte Magdeburg. Dort begegnete er Heinrich Apel, der ihm riet, ein Plastik-Studium zu machen. Gaedicke studierte daraufhin von 1967 bis 1972 in Halle/Saale in der Bildhauerklasse von Gerhard Lichtenfeld an der Hochschule für industrielle Formgestaltung Burg Giebichenstein. Für das Diplom schuf er ein mehrteiliges Flachrelief „Szenen aus dem aktiven Widerstandskampf Fritz Schmenkels“.
Nach dem Diplomabschluss arbeitete Gaedicke bis 1986 als freiberuflicher Bildhauer in Halle/Saale und danach in Röntgental. Von 1977 bis 1979 war er Meisterschüler bei Wieland Förster an der Akademie der Künste der DDR.
Studienreisen führten ihn 1980 nach Finnland, 1982 nach Paris, 1989 nach Neu-Delhi und Mumbai, 1990 in die Mongolei und 1996 nach Naxos. 1994 hielt er sich auf Einladung bei der sozialen Stiftung Columban in Urnäsch auf und baute dort aus Sandstein einen Brunnenbogen.
Gaedicke war Mitglied des Verbands Bildender Künstler der DDR. Er beteiligte sich von 1974 bis 1995 im Inland und in Bulgarien und Ungarn an wichtigen Bildhauer-Symposien. Er hatte eine bedeutende Anzahl von Einzelausstellungen und Ausstellungsbeteiligungen, u. a. 1977/1978, 1982/1983 und 1987/1988 an den Kunstausstellungen der DDR in Dresden.
Nachdem er bis dahin vor allem mit Stein, Bronze und Metall gearbeitet hatte, erweiterte Gaedicke ab 1990 seine Materialsprache und baute auch Objekte und Assemblagen aus Styropor und diversen Hinterlassenschaften der Wegwerfgesellschaft. „Auf die Brüche der Wirklichkeit wollte er mit Materialien reagieren, die auf der Straße liegen.“
Arbeiten Gaedickes befinden sich u. a. im öffentlichen Raum in Deutschland, in Bulgarien (Burgas) und Ungarn (Villány) und in deutschen öffentlichen Sammlungen.
2009 wurde bei Gaedicke Krebs diagnostiziert. Er musste die schwere bildhauerische Arbeit beenden und konzentrierte sich auf das Zeichnen und Aquarellieren.
Die Grabstätte Gaedickes befindet sich auf dem Friedhof Panketal.

## Ehrungen (Auswahl)
- 1976 Kunstpreis der FDJ
- 1981 Kunstpreis des Rates der Stadt Gera (als Mitglied eines Kollektivs)
- 1982 Kunstpreis des FDGB (als Mitglied eines Kollektivs)

## Selbstreflexion
„Ich verwirkliche meine Ideen vorwiegend in Stein. Dadurch kann meines Erachtens in reinster Form etwas von der Spannung des Schaffenden, von seiner Emotionalität und der Dynamik des Prozesses in der Skulptur bewahrt bleiben. Ich suche also bewusst den Widerstand im Stein; er verlangt von mit Konzentration und Disziplin, duldet nichts Unausgegorenes und fordert meine Entscheidung. Unaufmerksamkeit wird meist sofort bestraft.“

## Rezeption
„Gaedickes Figuren haben etwas Schweres, (Be-)Lastendes, in den Stauchungen und Deformationen der Körperformen, in ihren Drehungen und Verrenkungen. …Dabei wird bei Gaedicke Abstraktion nie so weit getrieben, dass dadurch die materialbedingte Gestalt ihren Naturgrund verliert. Aus der lastenden Schwere des Vorgegebenen haut er ein Formgefüge in seiner Singularität heraus. Die Eigentümlichkeit des Materials verschwindet nicht, sondern wird ein mitgestaltendes Element des Werkes. So entstehen auch Torsi voll inneren Lebens, beredte Fragmente im Sinne einer höheren Ganzheit.“

## Werke (Auswahl)

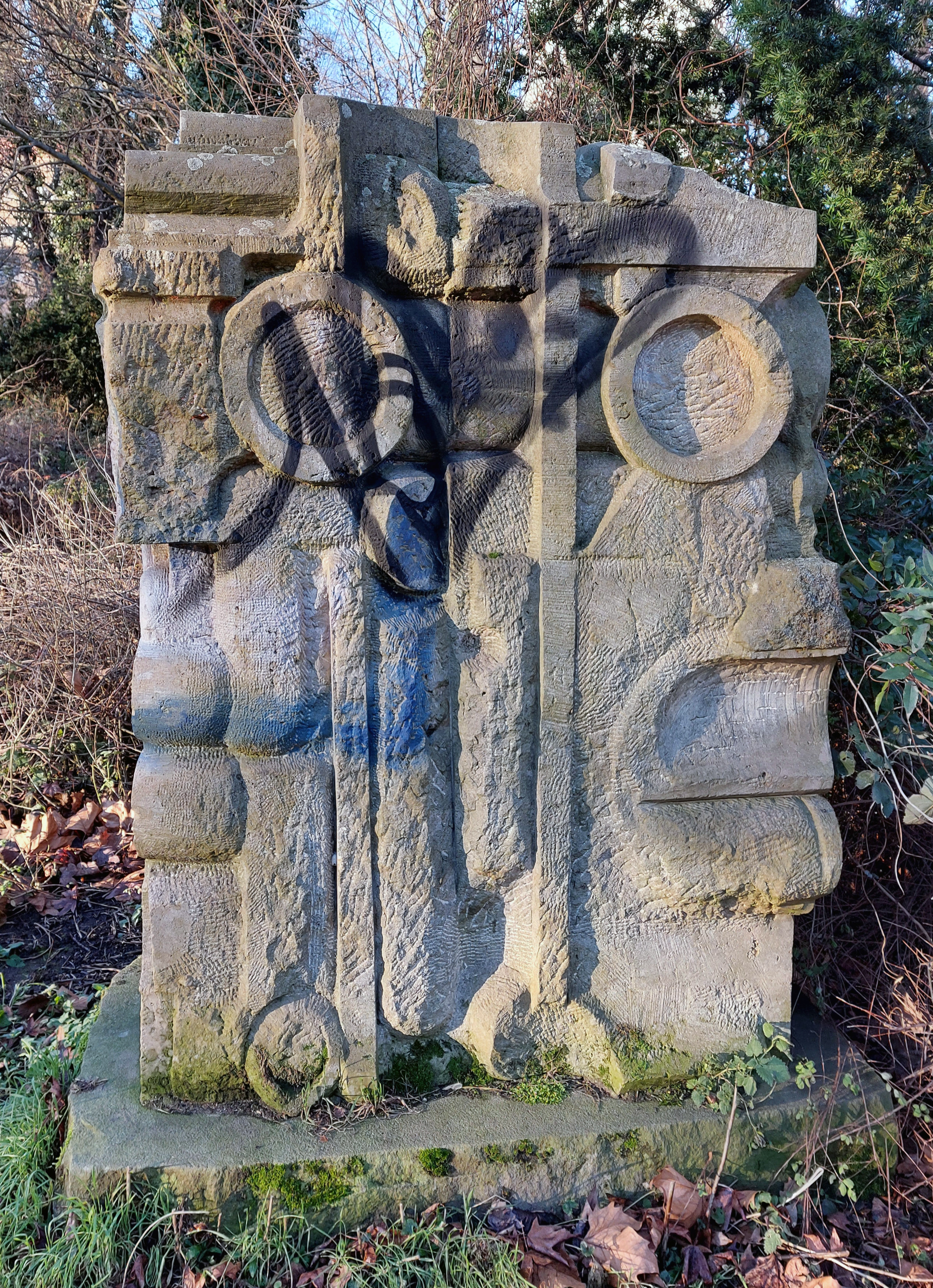
Relief-Stele Impressionen aus Sandstein im Fennpfuhlpark in Berlin

- Hommage à Michelangelo (Torso, Sandstein, 1974/1975)[4]

- Große Hockendes Paar (Zweifigurengruppe, Kalkstein, 1974; ausgestellt 1977/1978 auf der VIII. Kunstausstellung der DDR)[5]

- "Steig auf, mit mir zum Leben zu erwachen, Bruder!" / Pablo Neruda (Kniefigur, Sandstein, 1976; ausgestellt 1977/1978 auf der VIII. Kunstausstellung der DDR)[6]

- Schreitender (Statue, Bronze, 1979; ausgestellt 1982/1983 auf der IX. Kunstausstellung der DDR)[7]

- Marktbrunnen (um 1981; Chemnitz, Nähe Falkeplatz)[8]

- Konfrontation (Zweifigurengruppe, Kalkstein, 1982/1983; ausgestellt 1987/1988 auf der X. Kunstausstellung der DDR)[9]

- Impressionen (Relief-Stele, Sandstein, 175 × 133 × 43 cm, 1987; Berlin, Fennpfuhlpark)[10]

## Postume Ausstellungen
- 2021 Bernau, Kantorhaus („Claus-Lutz Gaedicke. Vom Umgang mit dem Erbe. Arbeitsstand“)[11]